# Mercury (компания)
Mercury («Ме́ркьюри») — российская компания, крупный продавец предметов роскоши. Штаб-квартира в Москве.

## Собственники и руководство
Компания Mercury была основана в 1993 году Леонидом Фридляндом и Леонидом Струниным, они считаются основными владельцами группы.

## Деятельность
Компании принадлежат бутики по продаже модных марок Giorgio Armani, Patek Philippe, Dolce & Gabbana, Tod’s, Rolex, Tiffany & Co., Baccarat, Chopard. Также Mercury является первым официальным дилером на территории России автомобилей марок Bentley, Ferrari, Maserati, Bugatti, Harley-Davidson и другие. Осенью 2008 года Mercury приобрела контрольный пакет акций американского аукционного дома Phillips de Pury, третьего по величине в мире после Sotheby's и Christie's.

## Финансовые показатели
По экспертным оценкам, в 2006 году оборот составил $850 млн, в 2007 году — $1 млрд. Выручка в 2020 году — 82,9 млрд рублей.